# اچ‌ام‌اس سی۳۰
اچ‌ام‌اس سی۳۰ (به انگلیسی: HMS C30) یک زیردریایی بود که طول آن ۱۴۳ فوت ۲ اینچ (۴۳٫۶۴ متر) بود. این زیردریایی در سال ۱۹۰۹ ساخته شد.